# Brillantaisia pubescens
Brillantaisia pubescens là một loài thực vật có hoa trong họ Ô rô. Loài này được T.Anderson ex Oliv. mô tả khoa học đầu tiên năm 1875.